# Nemîriv
Nemîriv (în ucraineană Немирів, în poloneză Niemirów) este un oraș din raionul Vinița al regiunii Vinița, Ucraina. Este reședința hromadei urbane Nemîriv.

## Demografie
Componența lingvistică a orașului Nemîriv
     Ucraineană (98,22%)
     Rusă (1,6%)
     Alte limbi (0,12%)
Conform recensământului din 2001, majoritatea populației orașului Nemîriv era vorbitoare de ucraineană (98,22%), existând în minoritate și vorbitori de rusă (1,6%).

## Istoric
Marele Ducat al Lituaniei 1506–1569

 Uniunea statală polono-lituaniană 1569–1672

 Imperiul Otoman 1672–1699

 Uniunea statală polono-lituaniană 1699–1793

 Imperiul Rus 1793–1917

 RSS Ucraineană 1920–1922

 Uniunea Sovietică 1922–1941

 Imperiul German (ocupația) 1941–1944

 RSS Ucraineană 1944–1991

 Ucraina 1991–prezent 